# 西·索里亚翁

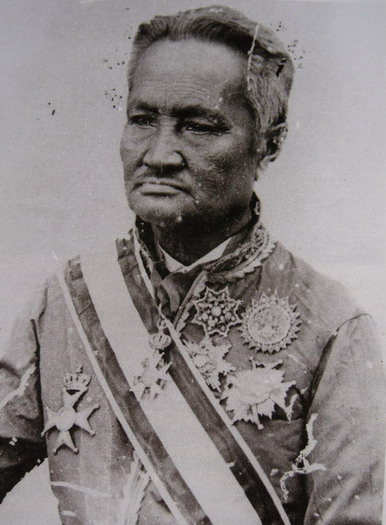
西·索里亚翁

頌德昭披耶·博倫·瑪哈·西·索里亞翁（1808年12月23日—1883年1月19日），原名川·汶那，泰國政治家，在拉瑪五世在位期間曾擔任攝政。
出生在汶那家族中。此家族祖先來自波斯。他是滴·汶那（瑪哈·巴育拉翁）的長子。汶那家族在拉瑪四世繼承皇位的時候扮演重要角色。拉瑪四世在位期間，川被任命為國防大臣。他是推動暹羅與英國關係的關鍵人物，最終促成1855年《寶寧條約》的簽訂。
拉瑪五世繼位的時候，因年幼，索里亞翁擔任攝政直至1873年。1883年死於拉差武里。